# 安貧小姊妹會
安貧小姊妹會（法語：Petites sœurs des pauvres）是一個天主教的女修會，於1839年由聖余剛貞修女（St.Jeanne Jugan）在法國聖佩爾恩創立，專門照顧貧困、無依無靠和有需要的長者。
安貧小姊妹會的修女通常會於姓名後加上後綴PSP（法語地區）或LSP（英語地區）。

## 歷史
法國大革命之後數年，法國經歷了一段非常貧困的歲月。余剛貞的安老工作正好切合一些年老無依的長者需要。在1839年一個寒冬的晚上，於法國聖瑟味城（Saint-Servan），余剛貞遇到一位失明、癱瘓，又剛失去相依為命的親人的孤獨老婦邵亞納（Anne Chauvin），對她動了憐憫之心，於是背著這位老婦回家，把自己的床讓給了她。從此，余剛貞便委身於這項仁愛工作。敲她的門要求照顧的人持續不斷，以致她的房子不敷應用，亦開始有女青年加入這獻身行列。為養活貧苦的老人，余剛貞開始出外募捐。於是，一個靠募捐來維持生活，去照顧長者的小團體就漸漸成長起來。
1839至1842年間，余剛貞被推舉為這個漸具修會雛型的小團體的會長。她們擬定了一些規章，正式取名為「窮人的婢女」（Servants of the Poor）。1843年12月，她再次被選舉為會長，但兩個星期之後，負責照顧這個團體的巴葉神父（M. Le Pailleur）將選舉廢除，指派由他領導、只有23歲的瑪利湛梅（Marie Jamet）作會長。
1844至1852年間，余剛貞四處奔波募捐，並於勒恩，第南、都爾、南特、安熱、沙爾德等地創辦院舍。1844年2月，這團體的名字由「窮人的婢女」改為「安貧姊妹」（Sisters of the Poor）。其後因人們多以「安貧小姊妹」（Little Sisters of the Poor）稱呼她們，遂於1849年改用此名。1852年，教會正式承認「安貧小姊妹」。
1852年，余剛貞還不到六十歲，巴葉神父便召她回到聖佩爾恩的蘭都聖若瑟總會院（La Tour - St. Joseph），直到離世。在27年裡，她在修會內不被重用，沒有人知道她是修會的創辦人。她只是與初學院的年輕修女們一起生活，卻由此傳下了修會的神恩和創會精神。
1879年8月29日，余剛貞修女在總會院安逝，享年87歲。當時修會已有2,400位修女，分別於10個國家共177所會院中，為超過兩萬位長者服務。1902年，修會開始搜集資料，輯寫修會的歷史，證實了余剛貞是修會的創辦人，也是第一位小姊妹。1982年10月3日，教宗若望保祿二世將余剛貞列為真福。2009年10月11日，教宗本篤十六世在羅馬將余剛貞封為聖人。

### 款待聖願
安貧小姊妹會的修女除了許下神貧、貞潔、服從的福音勸諭聖願，亦要許下第四個聖願－「款待」（hospitality），即為長者們提供一個舒適和寧靜的院舍，讓他們如住在自己的家園一樣。在長者面對死亡的一刻，修女們會守在他們身旁為他們祈禱，並幫助他們在家人的圍繞下安詳離世。她們視「提昇生命和死亡的尊嚴」為安老服務和款待聖願的高峰。

### 募捐傳統（begging tradition）
安貧小姊妹會堅持所有安老院舍的營運資金或物資，完全依靠募捐。在創會初期，余剛貞為了供養貧困長者，也為了不想那些過去依賴行乞維生的長者繼續在外遊蕩，她就替代他們出外乞討。後來，她為修會訂立了一個準則，就是「不能有基金，固定收入和定期的津貼...一切收入有賴信友們的捐助和修女們出外募捐...」時至今日，修女們仍然秉承著這個守貧的精神和準則。她們藉著募捐邀請不同階層、教會內外的兄弟姊妹以祈禱、捐款和各種實際行動（例如商人捐助款項或物品，醫生給予義診，義工參與服務等），協助屬下的安老院維持運作，參與她們「款待」的使命。

## 現況

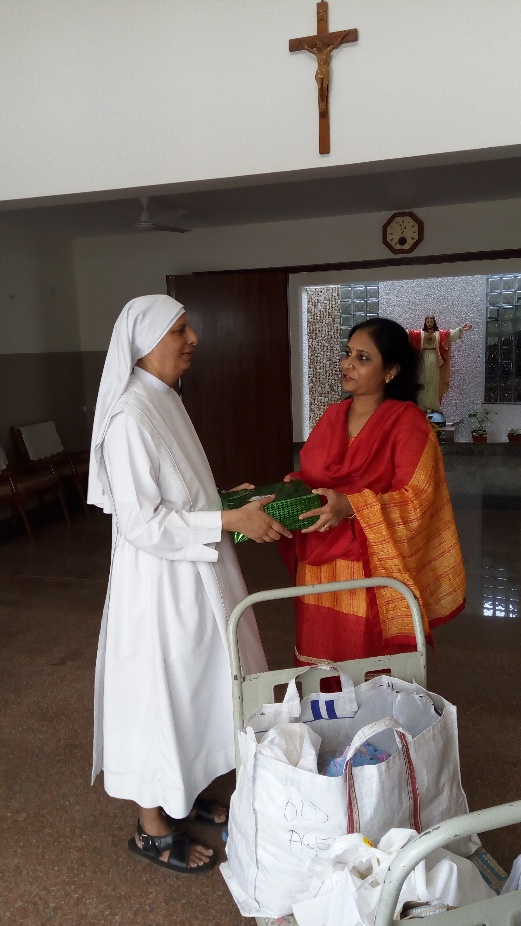
安貧小姊妹會修女在印度的安老院舍服務

安貧小姊妹會現有2372位修女，在五大洲的31個國家及地區，開設234間安老院舍：
- 非洲：阿爾及利亞，貝南，剛果，肯亞，尼日利亞
- 北美洲：美國
- 南美洲：阿根廷，智利，哥倫比亞，秘魯
- 亞洲：韓國，香港，印度，馬來西亞，菲律賓，斯里蘭卡，台灣，土耳其
- 歐洲：英格蘭，比利時，蘇格蘭，西班牙，法國，愛爾蘭，意大利，馬耳他，葡萄牙
- 大洋洲：澳洲，新喀里多尼亞，新西蘭，薩摩亞

大中華地區方面，安貧小姊妹會在香港的黃竹坑與上水、以及台灣的新北市八里區開設安老院。

## 余剛貞協會
安貧小姊妹會在1998年9月成立「余剛貞協會」，讓一些有志分享該會理念、精神與使徒工作的教友，參與教會委託給安貧小姊妹會的傳教使命，就是款貧困長者。每位成員可視他/她的能力、興趣、家庭及職業上的責任，作出各種程度的參與和合作。

## 外部連結
- 安貧小姊妹會香港網頁（中文）
- 安貧小姊妹會台灣天主教安老院網頁 （页面存档备份，存于）（中文）
- 美國官方網頁 （页面存档备份，存于）（英語）
- 安貧小姊妹會的簡介，以及她們在阿爾及利亞所提供的服務 （页面存档备份，存于）（法語）
- 天主‧真理電台：安貧小姊妹會的起源[永久]
- 香港法例 第1039章《安貧小姊妹會法團條例》